# Lisbon (Maine)

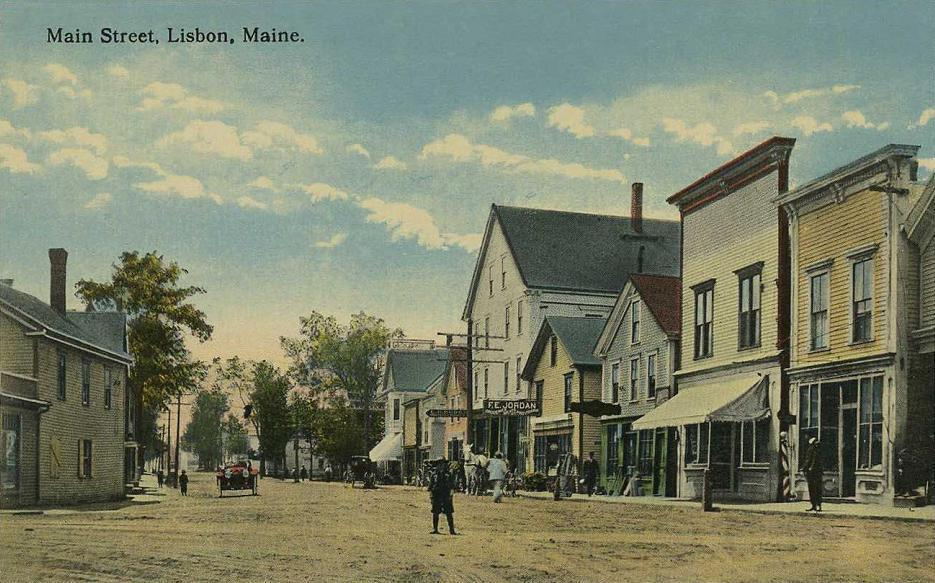
Rua principal, Lisbon, Maine

Lisbon é uma cidade no condado de Androscoggin, Maine. A população era de 8 906 pessoas no censo de 2019.